# Grenspost Hà Tiên
Grenspost Hà Tiên (Vietnamees: Cửa khẩu Hà Tiên.) is een grenspost in xã Mỹ Đức, een xã in thị xã Hà Tiên, Vietnam. De grenspost is ook bekend onder de naam genspost Xà Xía. De grenspost staat vlak bij de grens met Cambodja in de Quốc lộ 80. De grenspost staat op Vietnamees grondgebied, in de provincie Kiên Giang, een van de provincies in de Mekong-delta.
De grens staat enkele honderden meters voor de grens en is geopend in 2007 in opdracht van Hồ Nghĩa Dũng, op dat moment de Minister van Verkeer en waterstaat. Met de opening van deze grenspost werd een groen licht gegeven voor de economische en toeristische ontwikkeling van de regio. Zo is de grenspost zelf vrijgesteld van omzetbelasting.